# George Maciunas
George Maciunas, właśc. Jurgis Mačiūnas (ur. 8 listopada 1931 w Kownie, zm. 9 maja 1978 w Bostonie) – amerykański artysta litewskiego pochodzenia. 
Założyciel Fluxusu, związku aktorów, architektów i kompozytorów, którego członkami byli między innymi Yoko Ono, Joseph Beuys, Nam June Paik, Dick Higgins, Wolf Vostell, Charlotte Moorman i Allan Kaprow.